# 미우라 요시사토
미우라 요시사토(三浦義理)는 에도 시대 중기의 다이묘이다. 미카와 가리야 번 제3대 번주, 동 니시오 번 초대 번주를 지냈다. 미마사카 가쓰야마 번 미우라 가(美作勝山藩三浦家) 제5대 당주.
| 전임 미우라 아키타카 | 제3대 미카와 가리야 번 번주 (미우라 가문) 1726년 ~ 1747년 | 후임 도이 도시노부 |

| 전임 도이 도시노부 | 제1대 니시오 번 번주 (미우라 가문) 1747년 ~ 1756년 | 후임 미우라 아키쓰구 |